# Mikołaj Wicher
Mikołaj Łukasz Wicher (ur. 6 grudnia 1989 w Katowicach) – polski twórca i teoretyk larpów, kulturoznawca.

## Życiorys
Ukończył ZSO nr 1 im. Mikołaja Kopernika w Katowicach. Absolwent Uniwersytetu Śląskiego na kierunku Kulturoznawstwo.
W 2013 członek założyciel Stowarzyszenia Liveform, zajmującego się organizacją i promocją larpów jako nowej formy sztuki i rozrywki. W ramach pracy na rzecz stowarzyszenia główny koordynator Ogólnopolskiej Konferencji Larpowej KOLA w 2015 w Katowicach. Twórca scenariuszy larpowych, działacz środowiskowy.
Od 2022 razem z Katarzyną Czpak organizuje minifestiwal CARBON z towarzyszącym mu konkursem larpowym. 

## Zaprojektowane gry
- Antares, anarchistyczny feel-good larp science fiction o budowaniu nowego świata. Inspirowany książką U. Le Guin "Wydziedziczeni", na strukturze larpu D8 (2021) z Joanną Płaszewską i Katarzyną Czpak.
- Sztuczka, interaktywna gra teatralna (2020) z Szymonem Borutą i Teatrem Śląskim im. Stanisława Wyspiańskiego w Katowicach. [4]
- Brainstorm (2018)[5].
- D8 (2017) z Jakubem Barańskim.
- La Belle Confusione (2017)[6].
- Bóg, który się pomylił (2014) z Dominikiem Dembińskim, Piotrem Milewskim, Piotrem Budziszem, Malwiną Otto, Dorotą Kaliną Trojanowską, Bartkiem Zioło, Katarzyną Kehl, Kamilem Bartczakiem, Katarzyną Górska, Marcinem Słowikowskim, Zuzanną Malinowską[7].
- Wszystko dla N. (2014) z Aleksandrem Tukajem[8].
- Odmęt (2014) z Aleksanderm Tukajem i Agatą Lubańską.
- Cięcie! (2011).
- Osada (2011) z Agatą Lubańską i Marcinem Brzezińskim.
- Exodus (2011) z Agnieszką Pilc i Krzysztofem Szczęchem.
- Enklawa (2010) z Katarzyną Karą, Ignacym Pawłowskim, Piotrem Gawronem, Michałem Cholewą, Przemysławem Głombem.

## Współorganizowane larpy
- College of Wizardry (2014–2018) na Zamku Czocha.
- Fairweather Manor (2015–2017) w Pałacu w Mosznej.
- Convention of Thorns (2015–2017) na Zamku Książ.
- New Age (2012–2013).

## Publikacje
- PRISM. Atnologia Scenariuszy Larpowych. Tom 1. Queer, Funreal 2018 ISBN 978-83-938581-8-7.
- Księga Larpów Polskich, Rollespilsakademiet 2016 ISBN 978-87-92-507-33-4.
- Agenci Pomarańczarni, Turbolarp sp. z o. o. 2020  ISBN 978-83-957477-0-0.

## Wyróżnienia i nagrody
- 2021 - II miejsce w głosowaniu graczy za larp La Belle Confusione na festiwalu Krak-ON.
- 2018 – Śląkfa w kategorii Wydawca Roku[9] z Piotrem Milewskim.
- 2015 – Śląkfa w kategorii Twórca Roku[9].
- 2014 – Złota Maska w kategorii Najlepsza Reżyseria na festiwalu Pyrkon[10].
- 2012 – Złota Maska w kategorii Najlepszy Gracz na festiwalu Pyrkon[11]